# 茹盖鲁什
茹盖鲁什是葡萄牙波尔图区的一个堂区。总面积7.51平方公里，总人口1531人，人口密度203.9人/平方公里。